# Nickelodeon All-Star Brawl 2
Nickelodeon All-Star Brawl 2 (En español Nickelodeon: Estrellas de pelea 2) es un videojuego perteneciente al género de lucha desarrollado por Ludosity y Fair Play Labs, y publicado por GameMill Entertainment. Es la secuela de Nickelodeon All-Star Brawl (2021) y una entrada en la serie Nickelodeon Super Brawl. El lanzamiento del juego está programado para 2023 para PlayStation 4, PlayStation 5, Windows, Xbox One, Nintendo Switch, y Xbox Series X/S.

## Argumento
Se ha agregado una nueva campaña con modo historia, confirmado solo para la modalidad de un solo jugador. En ella el multimillonario villano fantasma Vlad Plasmius junto a su legión de seguidores planea apoderarse de todo el multiverso a través de la tecnología y sus poderes mágicos. El papel del jugador es evitar que Vlad Plasmius conquiste el multiverso, a través de una compleja historia que contará con la participación y visitas a lugares de distintas franquicias nickelodeon. La campaña contará con mecánicas de estilo de Videojuego de mazmorras, batallas contra jefes y rutas de la historia específicas de los personajes.

## Jugabilidad
Al igual que el videojuego anterior, Nickelodeon All-Star Brawl 2 es un juego de lucha de plataformas en 2D con personajes de varias franquicias de Nickelodeon. La jugabilidad se actualizó con respecto al título anterior, se revisaron los conjuntos de movimientos de todos los personajes y se agregaron nuevas mecánicas, como ataques horizontales y esquives rodando. Se puede construir y gastar un nuevo medidor durante el juego de diferentes maneras, como aumentar el daño, realizar cancelaciones de ataques y activar poderosas habilidades "Definitivas" específicas del personaje.
El juego también contará con un modo arcade refinado, junto con nuevos minijuegos y modos como Boss Rush. Además, se ha agregado soporte para el juego multiplataforma al multijugador en línea del juego.

## Personajes jugables
Los desarrolladores han confirmado actualmente 40 personajes jugables extraídos de 20 franquicias de Nickelodeon, incluidos varios personajes que regresan del videojuego anterior, además de personajes como contendido especial, y se espera que se revelen más antes del lanzamiento del videojuego.
Bob Esponja
- Bob Esponja[4]
- Patricio Estrella[4]
- Calamardo[4]
- Plankton[5]
- Don Cangrejo

Avatar: La Leyenda de Aang
- Aang[4]
- Azula[6]
- Prince Zuko
- Iroh

La Leyenda de Korra
- Korra[4]

The Loud House
- Lucy Loud

Las Tortugas Ninja
- Raphael[4]
- Donatello[4]
- April O'Niel[4]
- Rocksteady

The Ren & Stimpy Show
- Ren and Stimpy[4]

Invader Zim
- Zim[4]

Rugrats
- Reptar[4]

Los Thornberrys
- Nigel Thornberry[4]

Danny Phantom
- Danny Phantom[4]
- Ember McClain[7]

Hey Arnold!
- Abuela Gertie[8]
- Gerald Johanssen[9]

Garfield
- Garfield[4]

My Life as a Teenage Robot
- Jenny Wakeman[4]

The Adventures of Jimmy Neutron: Boy Genius
- Jimmy Neutron[4]

La Vida Moderna de Rocko
- Rocko[4]

El Tigre: Las Aventuras de Manny Rivera
- El Tigre[10]

The Angry Beavers
- Norbert y Daggett[11]

## Desarrollo y lanzamiento
En junio del año 2023, antes de su anuncio, varias imágenes de Nickelodeon All-Star Brawl 2, incluidas capturas de pantalla de desarrollo y carátulas parciales, se filtraron de forma anónima en línea. El juego se anunció oficialmente el 27 de julio de 2023. Los gráficos del juego se han refinado con respecto a su predecesor, y todos los personajes contarán con actuaciones de voz completas, una característica que no se agregó a su predecesor hasta varios meses después del lanzamiento.
Además del lanzamiento estándar, el juego se ofrecerá en una edición Deluxe solo digital que incluye un pase de temporada de contenido descargable que contiene cuatro personajes adicionales, que se lanzarán a lo largo del año 2024, y un disfraz adicional para Bob Esponja. Una edición Ultimate digital independiente incluirá el pase de temporada, así como un traje adicional para cada personaje.